# Trierer Märtyrer
Die Granitskulptur Trierer Märtyrer wurde von İskender Yediler 2020 geschaffen.

## Beschreibung

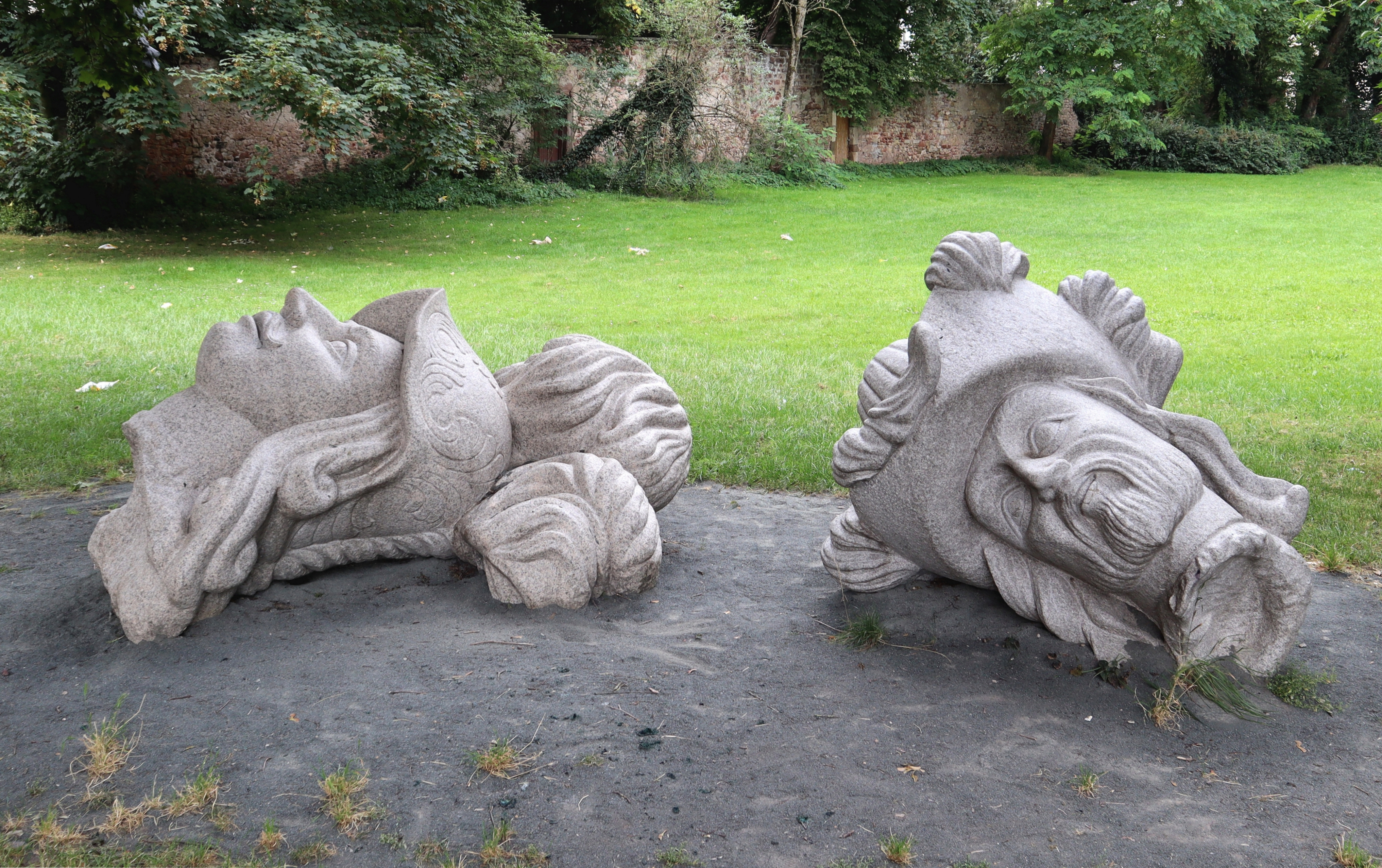
Skulptur Trierer Märtyrer

Die Skulptur stellt überlebensgroß die Köpfe der Märtyrer Thyrsus und Palmatius dar, die der Legende nach im Jahr 286 enthauptet wurden. Die Skulptur wurde am 1. April 2020 auf der sogenannten Märtyrerwiese vor der Basilika Sankt Paulin in Trier installiert und am 30. August 2020 eingesegnet.
Der angeblich aus Trier stammende Palmatius soll römischer Senator und Konsul gewesen sein. Wegen seiner Beteiligung am Aufstand der Thebäischen Legion sei er zusammen mit anderen Christen im römischen Heer verfolgt und als Märtyrer hingerichtet worden. Nach der lokalen Legende wurden die Leichen der Märtyrer in die Mosel geworfen und haben diese bis Neumagen rot gefärbt. Der heilige Thyrsus soll während der Christenverfolgung im Jahr 250 unter dem römischen Kaiser Decius (249–251) enthauptet worden sein. Beide Märtyrer werden in der Katholischen Kirche als Heilige verehrt.

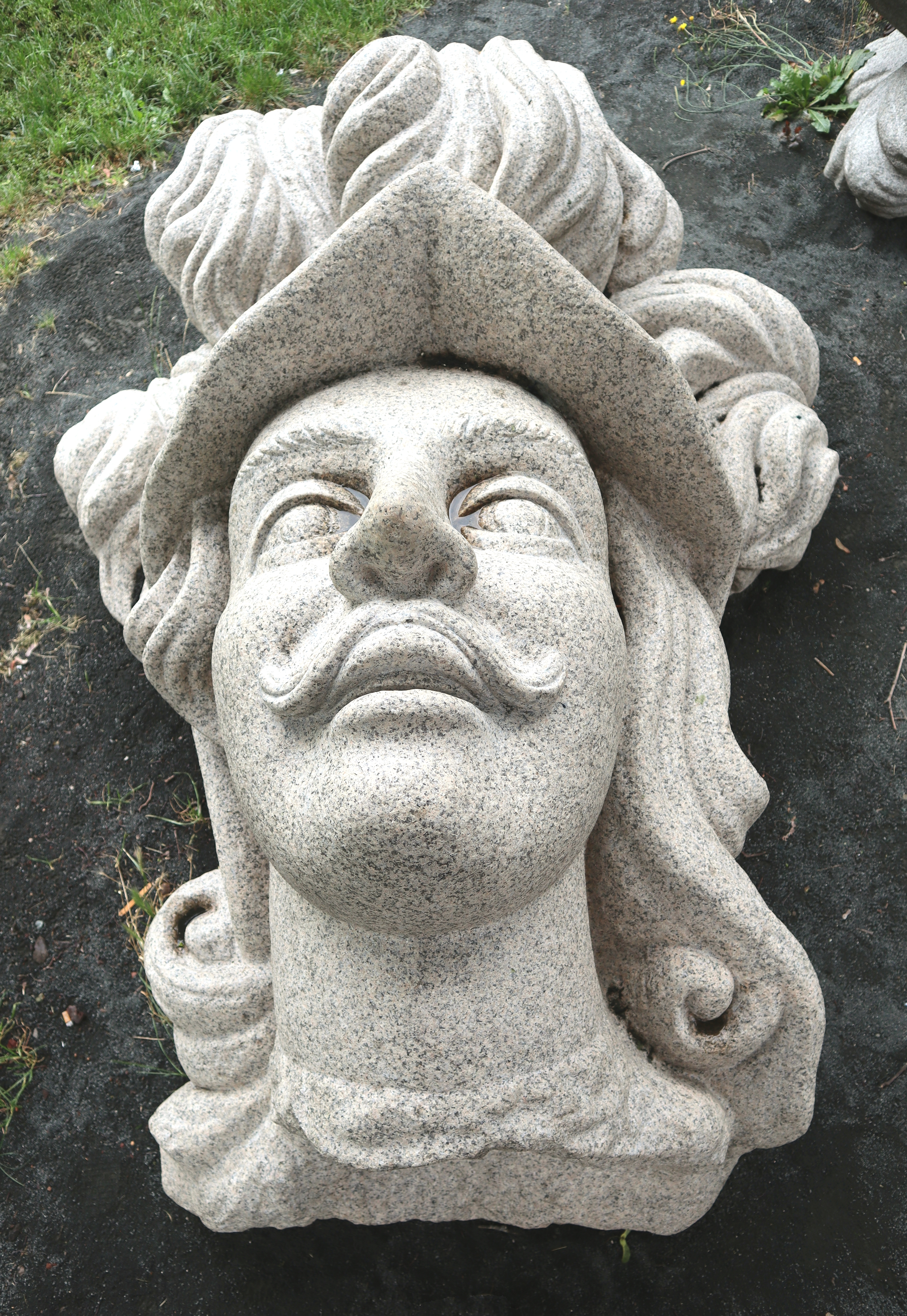
Thyrsus
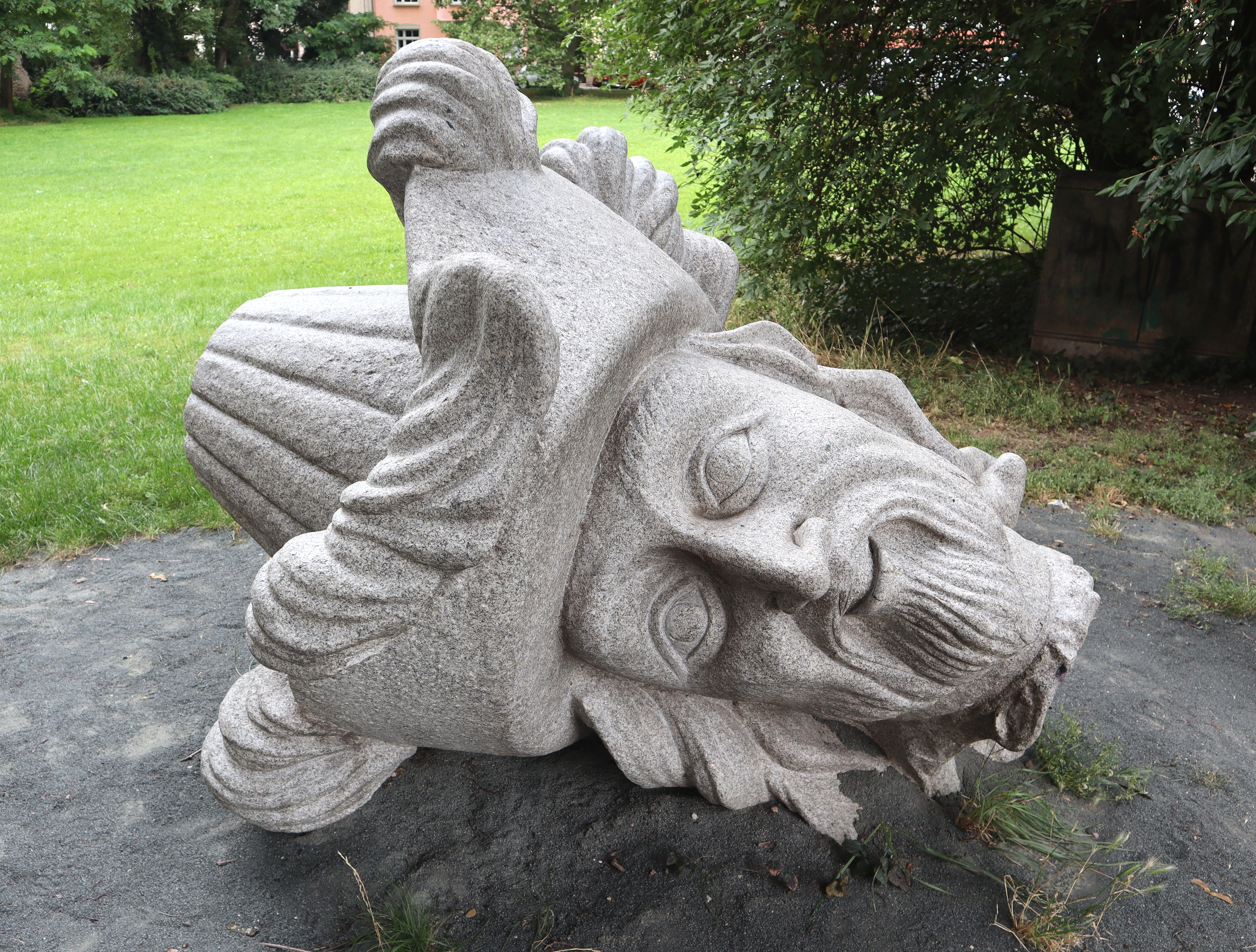
Palmatius
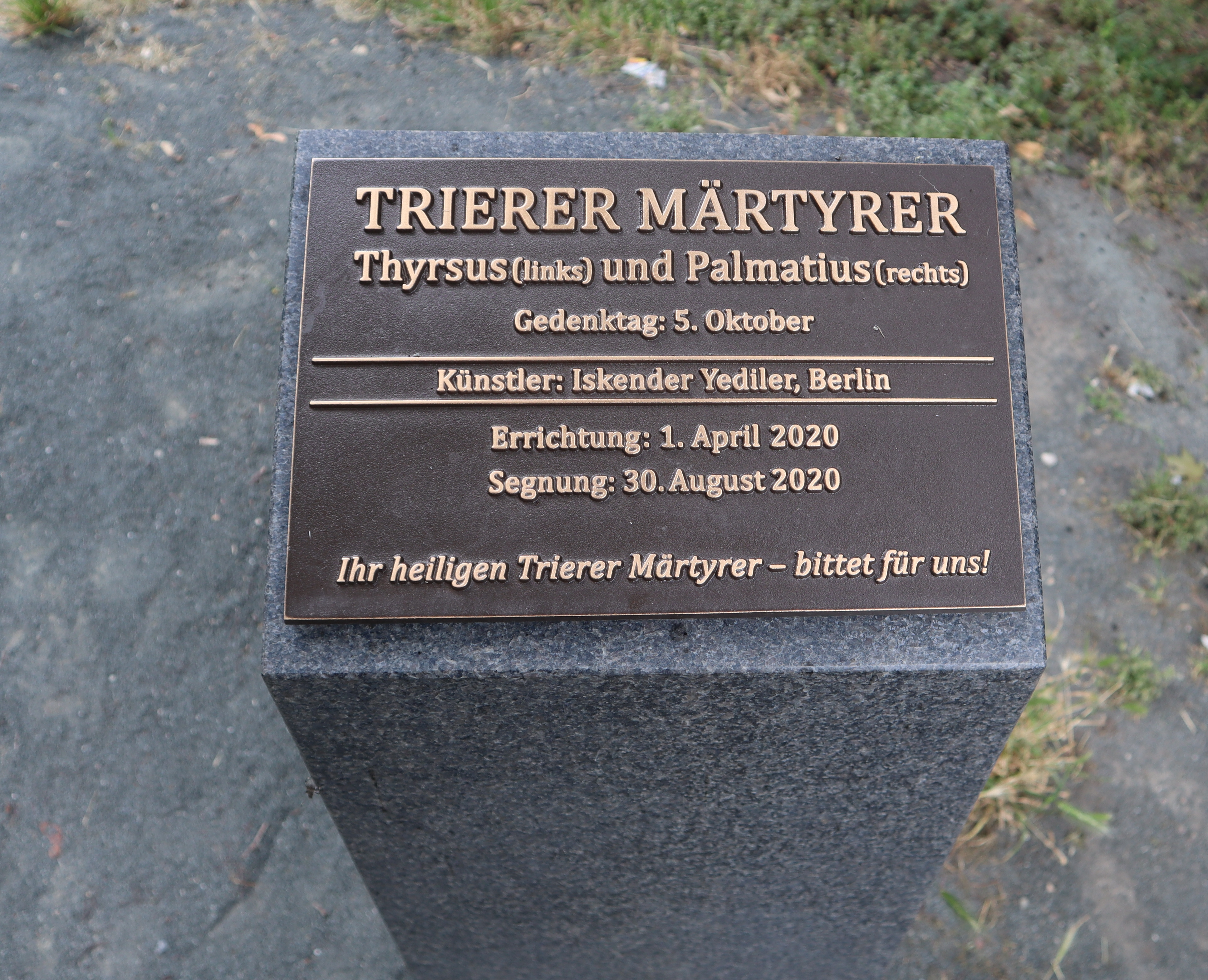
Gedenktafel